# カール・クリスチャン・フォーゲル・フォン・フォーゲルシュタイン
カール・クリスチャン・フォーゲル・フォン・フォーゲルシュタイン（Carl Christian Vogel von Vogelstein, 1788年6月26日 - 1868年3月4日）はドイツの画家。

## 略歴
現在のザクセン州であるウィルデンフェルスに生まれた。父親は肖像画家のクリスティアン・レーベレヒト・フォーゲル（1759-1816）で、父親から美術教育を受けた。1804年からドレスデンの美術学校で学び、ドレスデンの絵画館の作品を模写して修行し、最初の肖像画も描いた。
1807年に息子がドレスデンで学んでいたリヴォニア（エストニアの一部を含む地域）の貴族、レーヴェンシュターン伯の招きでタルトゥを旅し、1808年にはサンクトペテルブルクに移りスタジオを作り、ロシアの貴族や、各国の外交官の肖像画を描くことを始め、成功した。
1812年にサンクトペテルブルクで得た資金でイタリアに留学し、1813年から1820年の間、ローマに滞在した。当時、ローマには多くのドイツ人芸術家が活動していた。ドイツの新古典派の画家、アントン・ラファエル・メングス(1728–1779）に近いスタイルの画家となった。ローマでは宗教画、風景画の他に、多くの肖像画も描いた。
1820年に旅行中に強盗に殺害された、ゲルハルト・フォン・キューゲルゲンの後任としてドレスデンの美術学校の教授となり、その仕事を30年以上続けた。教授の仕事の傍らドイツ国内やパリ、ロンドンにも旅し、肖像画の製作も続けた。
1824年にザクセン公国の王室の家族の肖像画を描いた後、「宮廷画家」の名誉称号を与えられ、1831年に貴族に叙せられた。1832年にベルリン美術アカデミーの会員に選ばれ、1833年にニューヨークのナショナル・アカデミー・オブ・デザインとサンクトペテルブルクの美術アカデミー名誉会員に選ばれた。
1842年から1844年にかけて、再びイタリアを旅し、ローマ、ナポリ、ポンペイに滞在した。1853年にドレスデンの美術学校の仕事から引退し、ミュンヘンに移り、1856年から1857年はローマに住み、ミュンヘンに戻って1868年に没した。

## 作品

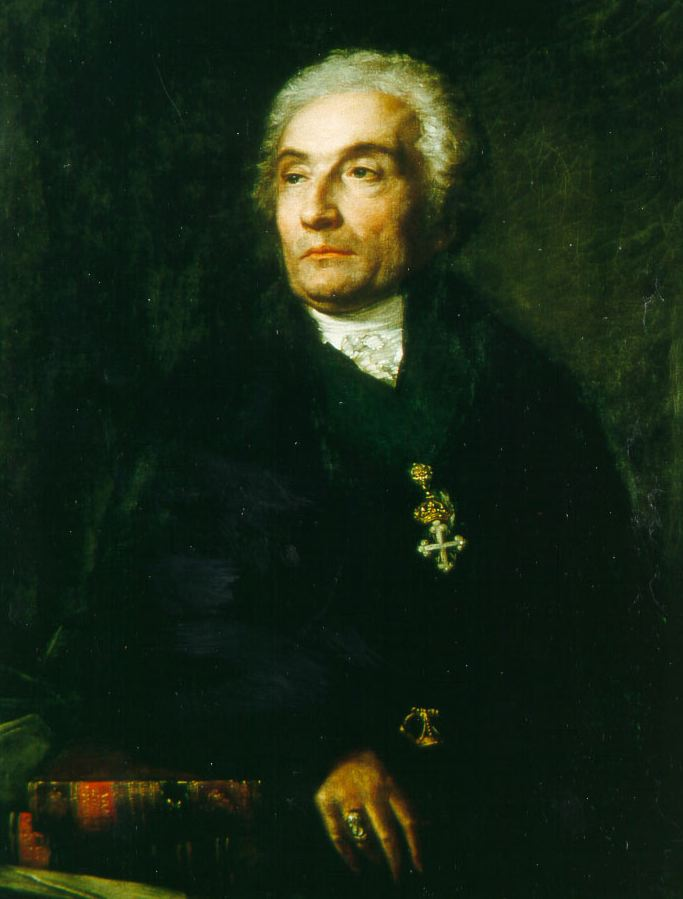
ジョゼフ・ド・メーストル- 外交官 (1810)
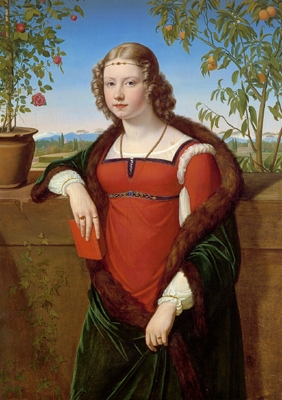
Fürstin Leopoldine Karoline Palffy- ハンガリー貴族 (1818)
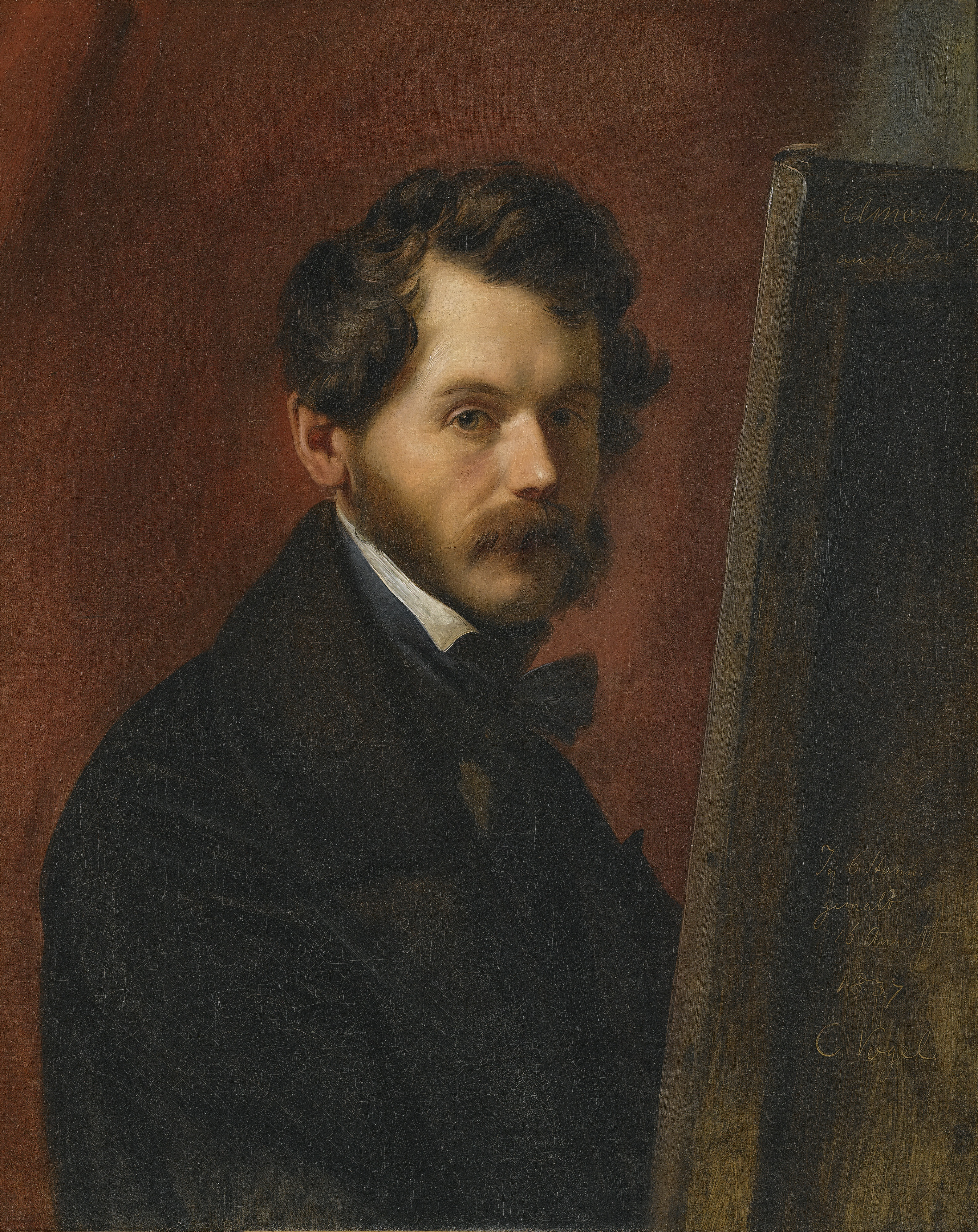
フリードリヒ・フォン・アマーリング-画家 (1837)
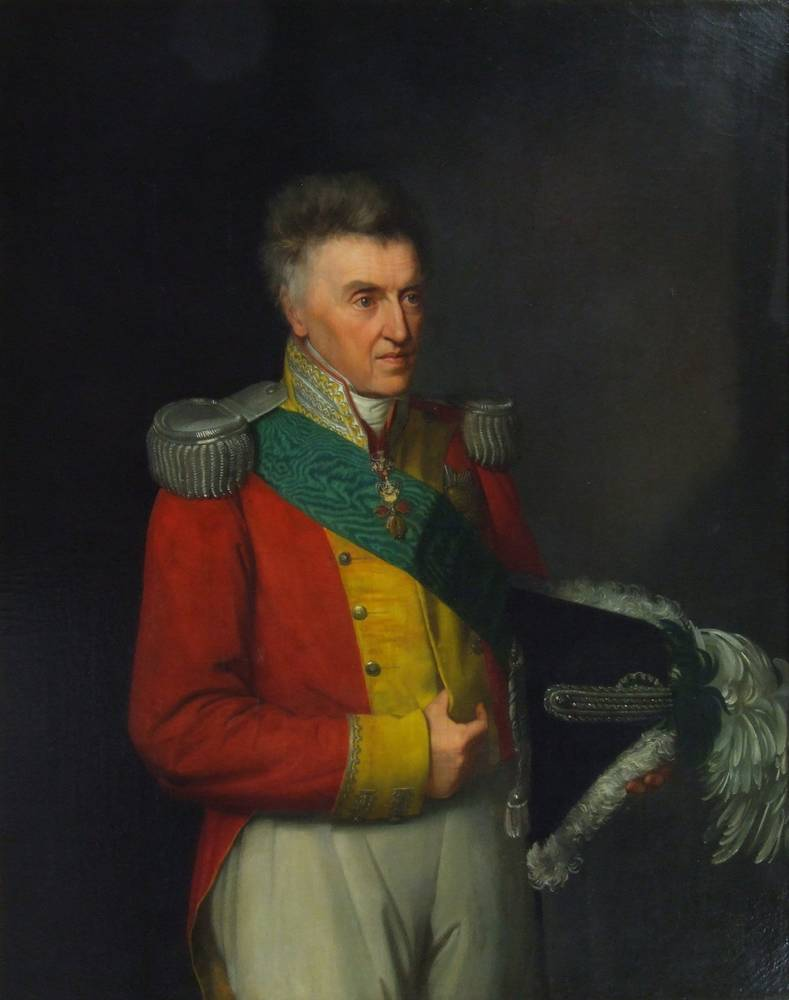
ザクセン王アントン (1827)
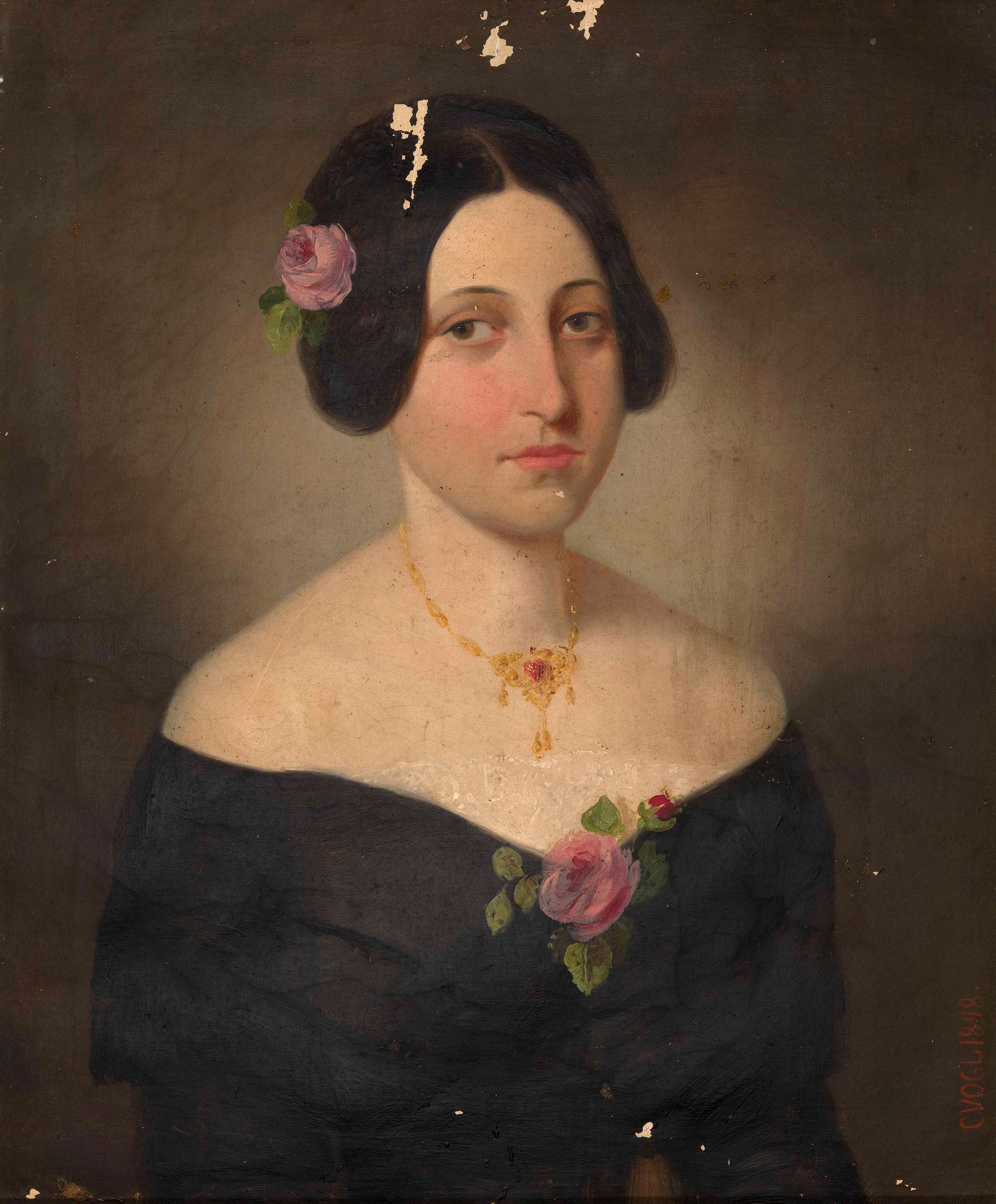
Luiza Pesjak-作家 (1848)
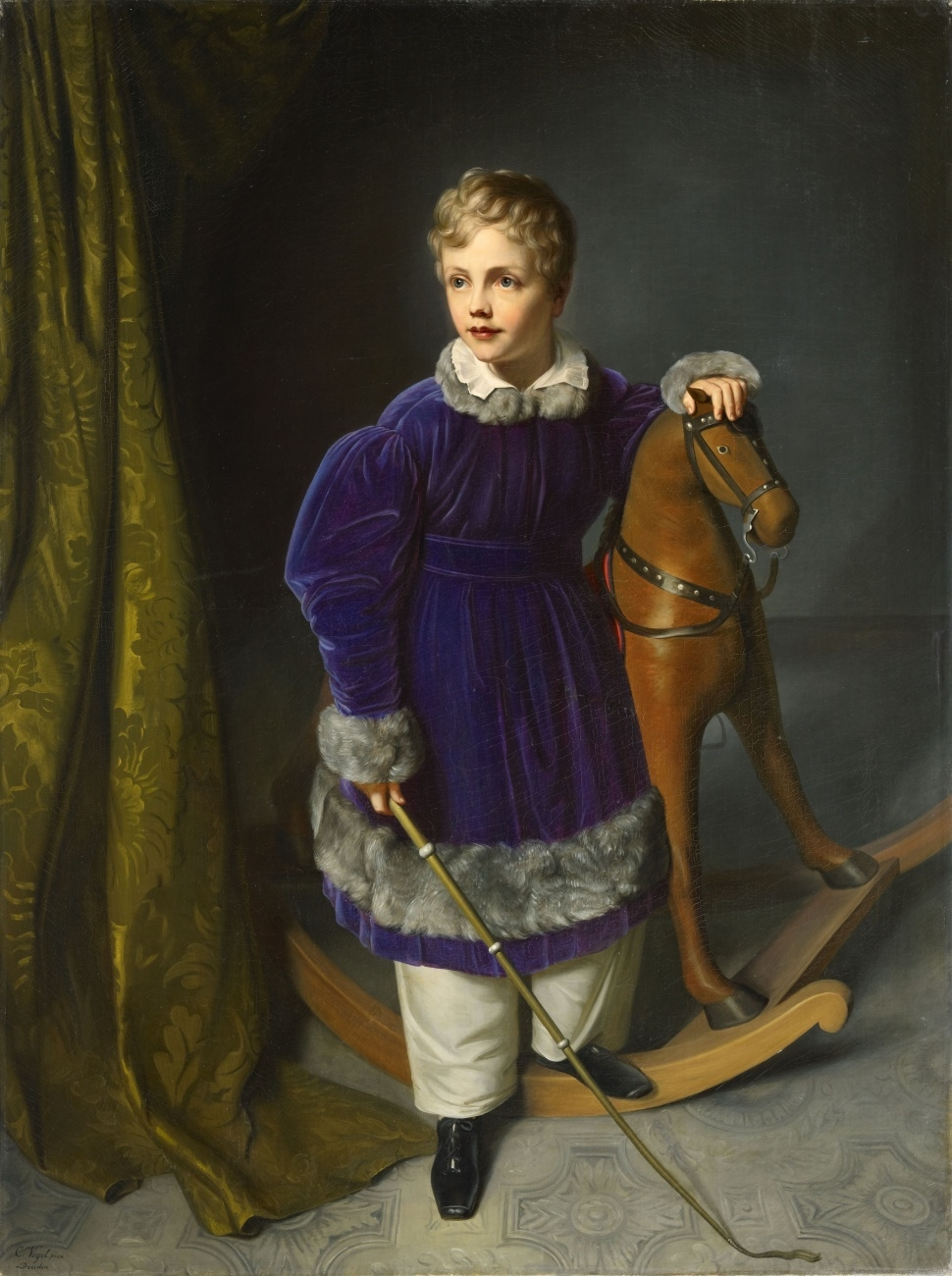
Albert von Sachsen
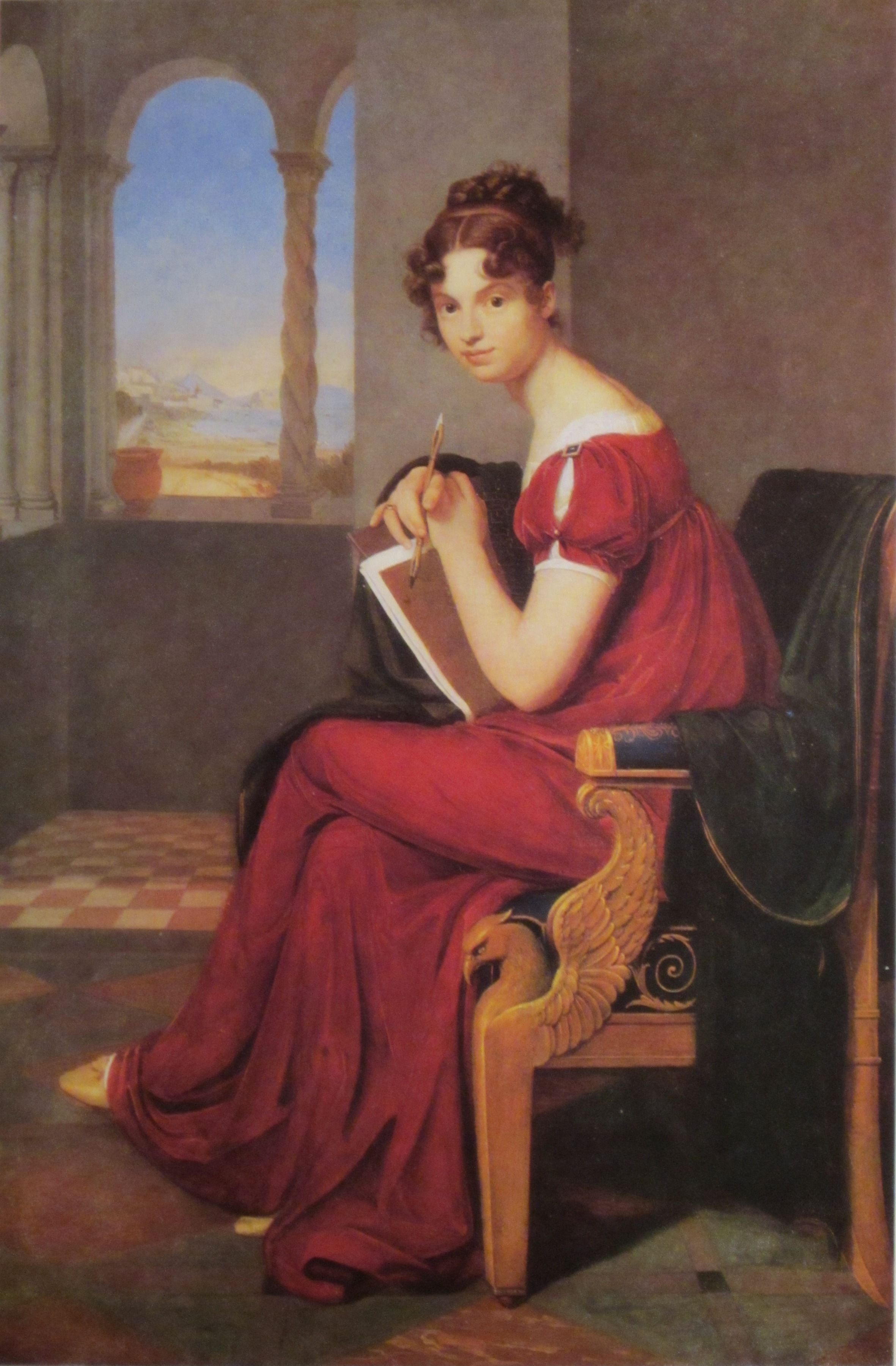
婦人像
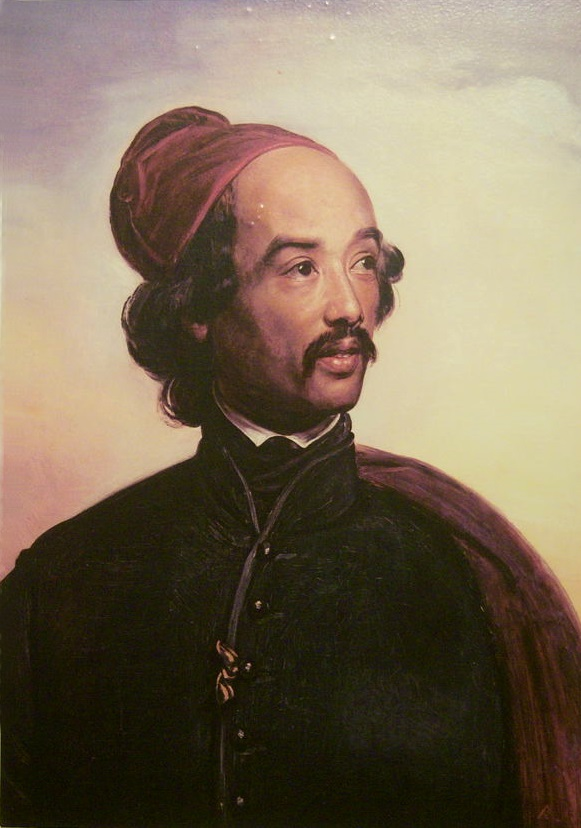
ラデン・サレー-画家